# Polsat Café - Pętla nocna z lat 2008 - 2012
Vy8choxy9xyoxyoxyixyofy9xy9ftixyoxyoft8ftixyoxoyxyoxyoxtixgixgidyoxyoxgoxgixgoxgixgixgixgixyixt8xt8xtoxt8xt8xt8xt8xt8xt8x9yx